# Glasbena pravljica
Glasbena pravljica je posebna vrsta pravljice, ki poleg tega, da se otrok ob njej nauči peti pesem, vsebuje še prvine literarne zvrsti. Pripoved vsebuje glasbo, ritem, ponavljanje besed in zvočnost jezika. Namenjena je predvsem veselju nad drobnimi dogodki in petju pesmic, ki kot rdeča nit povezujejo besedilo med seboj. Pesem se lahko večkrat ponovi, na koncu pa je tudi zapisana z notami. (Igor Saksida, 1998)